# هنري أتكينسون
هنري أتكينسون (بالإنجليزية: Henry Atkinson)‏ هو لاعب اتحاد الرغبي نيوزلندي، ولد في 22 يونيو 1888 في غرايموث في نيوزيلندا، وتوفي في 21 يوليو 1949 في دنيدن في نيوزيلندا.